# قلعه (ترانه هالزی)
«قلعه» (با زیرنویس «نسخهٔ شکارچی: جنگ زمستان») (به انگلیسی: Castle) ترانه‌ای از خواننده و ترانه‌پرداز آمریکایی هالزی می‌باشد. وی در اصلا این ترانه را برای نخستین آلبوم استودیویی خود سرزمین بد (۲۰۱۵) ضبط نموده بود اما بعد آن را برای موسیقی‌متن فیلم محصول سال ۲۰۱۶ شکارچی: جنگ زمستان از نو ضبط کرد.

## فهرست ترانه‌ها
دانلود دیجیتال 
1. «قلعه (نسخهٔ شکارچی: جنگ زمستان)» – ۴:۲۰